# Trichogaster trichopterus
Tricogaster azul, também chamado de gourami azul ou cientificamente Trichogaster trichopterus é um peixe de água doce, do gênero Trichogaster, da família dos Osphronemidae, que possui um órgão chamado labirinto, responsável pela respiração de ar atmosférico, o que o faz necessitar de menos oxigênio na água que outros peixes, mas isso não quer dizer que não se deve trocá-la.
É caracterizado por suas manchas escuras e listras em seu corpo. 

## Subespécies
- Trichogaster trichopterus trichopterus
- Trichogaster trichopterus sumatranus